# Jurswailly Luciano
Jurswailly Luciano (født 25. marts 1991 i Curaçao) er en kvindelig hollandsk håndboldspiller, som spiller for Metz Handball i LFH Division 1 Féminine og tidligere Hollands kvindehåndboldlandshold. Hun deltog under VM i kvindehåndbold 2013 i Serbien, sammen med resten af det hollandske landshold.